# Kinderkrankenpflege
Kinderkrankenpflege ist ein Teilgebiet der Gesundheits- und Krankenpflege. Sie wird in Deutschland von Kinderkrankenschwestern bzw. Gesundheits- und Kinderkrankenpflegern oder seit 2023 von Pflegefachkräften ausgeübt.

## Berufsbild
Mitarbeitende aus der Kinderkrankenpflege arbeiten überwiegend auf den Säuglingsstationen (Säuglingspflege) und Kinderstationen in Krankenhäusern oder außerhalb der Krankenhäuser in der häuslichen Krankenpflege. Sie sind außerdem in Kinderarztpraxen sowie in speziellen Einrichtungen für Kinder beschäftigt, zum Beispiel in Kinderheimen, Tagesstätten, Einrichtungen für behinderte Menschen, Kurhäusern, Kinderhospizen oder Einrichtungen zur Kurzzeitpflege. Auch ein Einsatz im Rahmen der Entwicklungshilfe oder der Schritt in die Selbstständigkeit sind möglich.
Die Aufgabe des Gesundheits- und Kinderkrankenpflegers besteht in der Betreuung und Unterstützung von kranken und pflegebedürftigen Neugeborenen, Kindern und Jugendlichen. Dies beinhaltet die Wahrnehmung und Unterstützung von Bedürfnissen in Abhängigkeit vom jeweiligen Entwicklungsstadium sowie die Begleitung von Patienten und deren Angehörigen in Krisensituationen. Der Umgang mit kranken Kindern, die sich als Patienten oft nur eingeschränkt äußern können, aber insbesondere die Betreuung schwerkranker und auch sterbender Kinder erfordert emotionale Stabilität und eine sehr hohe psychische Belastbarkeit. Hohe körperliche Belastung ergibt sich aus Schicht- und Nachtdiensten.
Der Frauenanteil (beim Krankenpflegepersonal insgesamt) beträgt rund 86 % (Stand 2011). Bestrebungen, den Männeranteil in diesem Beruf zu erhöhen werden u. a. auch im Rahmen des Boys’ Day unterstützt.

## Ausbildung
Die Ausbildung zum Gesundheits- und Kinderkrankenpfleger dauert drei Jahre (4600 Stunden in Theorie und Praxis). Gesundheits- und Kinderkrankenpfleger ist eine mögliche Berufsbezeichnung nach dem Bestehen der integrierten Pflegeausbildung auf der Grundlage des Pflegeberufereformgesetzes.
Voraussetzung ist der mittlere Schulabschluss oder eine gleichwertige Schulausbildung. Auch Schüler mit dem Hauptschulabschluss können aufgenommen werden, sofern sie zusätzlich über eine abgeschlossene Berufsausbildung von mindestens zweijähriger Dauer verfügen. In Deutschland wird die Ausbildung durch das Pflegeberufegesetz geregelt. 
Darüber hinaus wird – insbesondere wegen der mit diesem Beruf verbundenen Belastungen – bisweilen empfohlen, vor der Ausbildung ein Praktikum zu absolvieren.

## Reformen und Entwicklungen

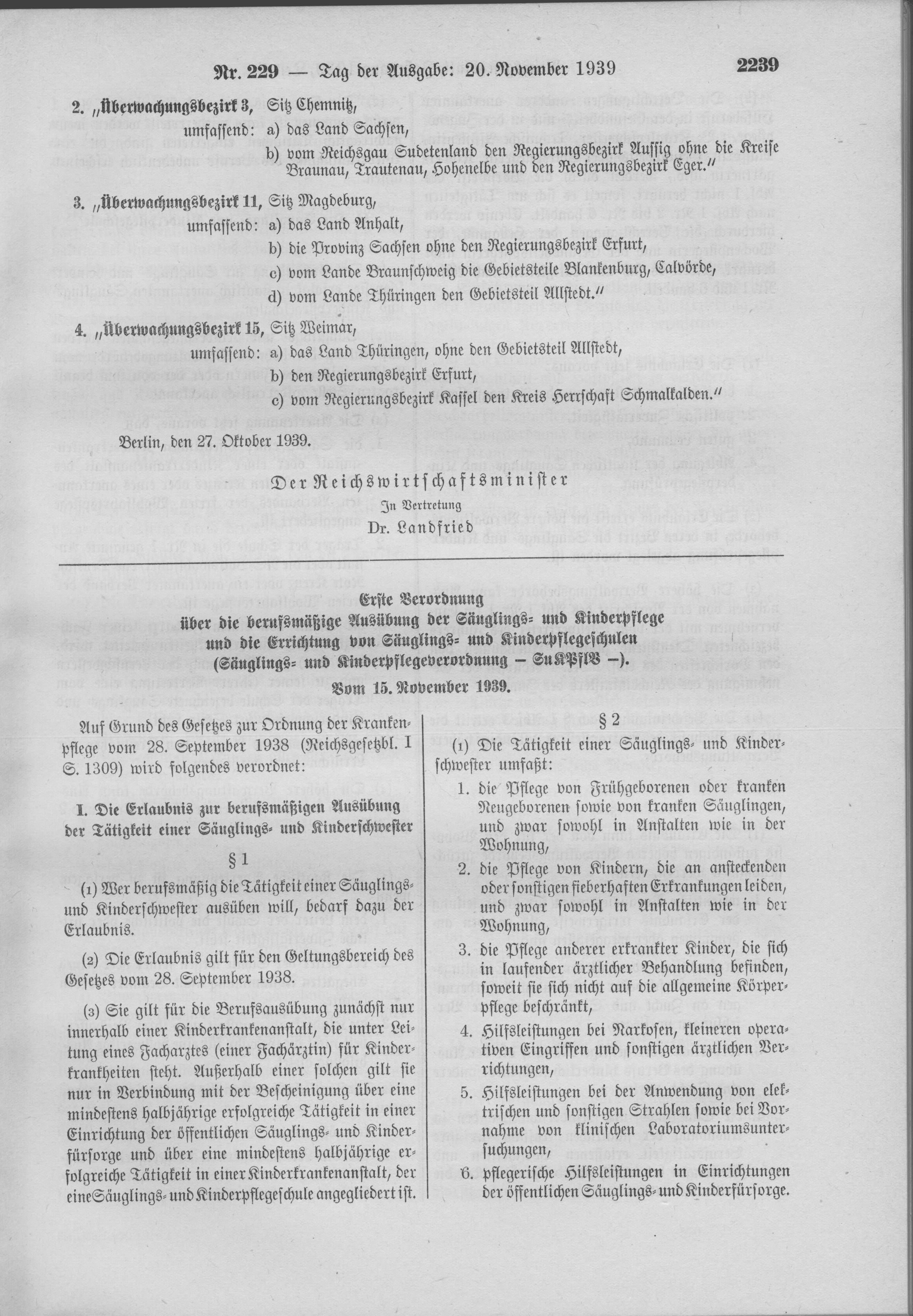
Säuglings- und Kinderpflegeverordnung vom 15. November 1939

Nach wie vor handelt es sich dabei um einen Frauenberuf mit einem minimalen Anteil an männlichen Berufstätigen. Erste gesetzliche Regelungen zur Kinderkrankenpflege-Ausbildung in der Bundesrepublik gab es 1957. 
Im März 2012 schlug eine Bund-Länder-Arbeitsgruppe Weiterentwicklung der Pflegeberufe Eckpunkte zur Vorbereitung des Entwurfs eines neuen Pflegeberufegesetzes vor. Danach soll die Altenpflegeausbildung, die Gesundheits- und Kranken- bzw. Kinderkrankenpflegeausbildung zu einer generalistisch ausgerichteten Pflegeausbildung zusammengeführt werden und daneben eine neue akademische Ausbildung eingeführt werden.
Im Juli 2017 wurde ein Gesetzgebungsverfahren abgeschlossen, das von der den Gesetzentwurf vorlegenden Bundesregierung Entwurf eines Gesetzes zur Reform der Pflegeberufe (Pflegeberufereformgesetz – PflBRefG) genannt wurde; mit dem Entwurf vom 9. März 2016. Es umfasst 68 Paragraphen. Die drei bisher separaten Ausbildungen in der Gesundheits- und Krankenpflege, Kinderkrankenpflege und Altenpflege sollen schrittweise nach 2026 in einer einzigen, ebenfalls dreijährigen Berufsausbildung zusammengeführt werden. 
Wesentliche Inhalte des neuen Gesetzes beziehen sich auf 
- die künftigen Zulassungsvoraussetzungen (i. d. R. Mittlerer Schulabschluss),
- Dauer (drei Jahre bzw. in Teilzeit bis zu fünf Jahre),
- Grundsätze einer bundesweit einheitlichen Finanzierung,
- das noch zu entwickelnde Curriculum (für die generalistische Phase ab 2020 (Jahr 1 und 2) und die Spezialisierungsphase im dritten Ausbildungsjahr),
- die Erlaubnis zum Führen der jeweiligen Berufsbezeichnung (es gibt neben dem Pflegefachpersonal weiter Gesundheits-, Kinderkranken- und Altenpflegepersonen)
- sowie die Aufgaben und Strukturen der Berufsfachschulen.

Eine künftige Evaluation soll für die Beibehaltung oder Abschaffung der Berufe Kinderkrankenpflege und Altenpflege nach 2026 die Entscheidungsgrundlage liefern. 
Auch ein Einstieg in eine akademische Ausbildung für Pflegende (Lehr- und Leitungsebene) wird erwähnt. Eine Ausbildung- und Prüfungsverordnung ist, das ist eine Besonderheit, noch auf dem Gesetzgebungswege zu erlassen.
Kritiker bemängeln die Umstellung von 2017, wonach eine Spezialisierung erst nach zwei Jahren möglich ist. Der Versuch, die Personalnot in Altenheimen zu lindern, gehe auf Kosten der Kinderkrankenpflege.

## Berufsbezeichnungen
In Österreich lautet die Berufsbezeichnung Kinderkrankenschwester/Kinderkrankenpfleger. Auch in Deutschland trug dieser Beruf bis 2003 diesen Namen. Seitdem lautet die gesetzliche Bezeichnung Gesundheits- und Kinderkrankenpfleger/Gesundheits- und Kinderkrankenpflegerin. In der Schweiz lautet die amtliche Bezeichnung des vergleichbaren Berufs Pflegefachmann/-frau.